# Liu Hulan
Liu Hulan (刘胡兰) (Yunzhouxi, 1932 – 1947) è stata un'attivista cinese.
Fu un'eroina della Guerra civile cinese. Nel 1946, a 14 anni, entrò nel Partito Comunista Cinese e divenne una segretaria della Federazione delle donne cinesi. Nonostante la giovanissima età presto radunò un cospicuo numero di compagni a Yunzhouxi.
Il 12 gennaio 1947 il Guomindang circondò il villaggio, confiscò il raccolto e radunò tutti gli abitanti nel municipio. Qui il comandante nazionalista chiese ai militanti del Partito comunista di uscire allo scoperto. Visto che nessuno si mosse, un contadino pagato dal GMD indicò alcuni comunisti, fra cui Liu, che vennero separati dagli altri. Notando la giovanissima età di Hulan, il comandante del GMD cercò di convincerla a passare dalla sua parte e a denunciare gli altri comunisti. La ragazzina si rifiutò di rispondere. Per persuaderla, il comandante fece decapitare i comunisti denunciati dal contadino proprio davanti a lei, quindi le chiese nuovamente di fornirgli gli altri nomi. Hulan rifiutò e, quando il comandante nazionalista glielo chiese per l'ennesima e ultima volta, ella si diresse spontaneamente verso il patibolo e attese di essere decapitata. Morì a 15 anni.
Nel 1957 venne costruito a nella contea di Wenshui, dove si trova il villaggio, un monumento in suo onore, che porta un'iscrizione di Mao Zedong: "Una nobile vita e un glorioso sacrificio". Nello stesso anno venne eretto un mausoleo in suo onore a Wenshuixian.
Il ruolo di Liu Hulan tornò particolarmente in auge nel decennio della Rivoluzione culturale (1966-1976), per venire poi sostanzialmente abbandonato dalle direzioni successive. Liu Hulan sarebbe anche stata il soggetto della statua sollevata dagli studenti durante le proteste del 1989 secondo William Hinton, un giornalista presente durante gli eventi, e non una copia della Statua della Libertà.